# 斯蒂潘·豪瑟
斯捷潘·豪瑟（英語：Stjepan Hauser，1986年6月15日—）是一位克羅埃西亞籍大提琴家。他與盧卡·蘇利克組成“提琴雙傑”（2Cellos）。

## 早年生活與音樂訓練
豪瑟出生於克羅埃西亞普拉的一個音樂家庭，並從小開始他的音樂教育。他的母親演奏打擊樂器。他有一個妹妹在普拉擔任記者。豪瑟在里耶卡完成他的中學學業。他在札格瑞布及倫敦學習音樂，之後他到美國拜在貝爾納·格倫豪斯門下學習大提琴。

## 職業生涯
豪瑟已成功的在各大洲的40多個國家演藝廳登台演出，包括威格摩爾音樂廳，皇家阿爾伯特音樂廳，阿姆斯特丹音樂廳，南岸中心等等知名演藝廳。他是英國國際比賽和獎項的獲獎常客，如：2009年的PLG青年藝術家試演、2009年的約翰與亞瑟·貝爾 巴哈獨奏競賽、2009年的NYOS斯塔法獎、2008年和2009年的愛樂管弦樂團-馬丁音樂獎學金基金、2007年和2009年的伊斯特本交響樂團青年獨奏家競賽、2006年和2008年的唐橋井國際青年音樂會藝術家競賽、2008年的計算機人才國際協奏曲競賽、2006年的法蘭克歐潘基金獎以及2005年和2006年的MBF音樂教育獎。他也是國際大提琴比賽和獎項的獲獎者，如2009年在紐西蘭舉辦的亞當國際大提琴節和比賽，以及2009年的青年大提琴家VTB資本獎。總計斯蒂潘在英國和國際比賽中共獲得了21個一等獎，因此他受邀參加兩次分別在白金漢宮和聖詹姆士宮舉辦的盛大音樂會上為英國威爾斯親王查爾斯表演。
豪瑟與許多世界知名大提琴家合作過，如姆斯蒂斯拉夫·列奧波爾多維奇·羅斯卓波維奇、貝爾納·格倫豪斯、
海因里希·席夫、法蘭斯·海莫森、阿爾托·諾拉斯、雷夫·金爾斯鮑姆、瓦爾特·迪斯帕利、菲利普·馬勒、托馬斯·德門加、曹永昌、萊因哈德·拉茲科、卡琳．格魯吉亞、羅埃爾．迪爾天斯和亞歷山大．伊瓦斯金等。他師從三一音樂學院的娜塔麗·帕拉史歌雅完成了他的大學學業，也就是現在倫敦的三一拉班音樂與舞蹈音樂學院。之後跟隨在曼徹斯特皇家北方音樂學院的雷夫·金爾斯鮑姆擔任桃樂絲·史東學者和美國的貝爾納·格倫豪斯並完成研究所學業。
2006年10月，豪瑟在佛羅倫薩舊宮為已故姆斯季斯拉夫·列奥波尔多维奇·罗斯特罗波维奇舉辦的慶祝音樂會中是唯一一位被安排參加演出的大提琴家。 隨著這次成功的演出，斯蒂潘受邀參加歐洲最負盛名的音樂節。在2009年的國際荷蘭音樂會上，他被選中參加“新的巡迴大師”系列音樂會，在全歐洲著名的音樂會場地讓年輕的藝術家亮相一展才華。
豪瑟與斯洛維尼亞小提琴家拉娜．特托夫斯克和日本鋼琴家三隅洋子一起組成著名的格林威治三重奏，它被傳奇大提琴家貝爾納·格倫豪斯譽為“新美藝三重奏”。格林威治三重奏在英國，比利時和意大利的國際室內樂比賽中獲得了一系列的一等獎。 格林威治三重奏與阿瑪迪斯弦樂四重奏、阿爾班·貝爾格弦樂四重奏團、瓜奈里弦樂四重奏，美藝三重奏、封特奈鋼琴三重奏、梅內海姆·普萊斯勒、貝爾納·格倫豪斯、伊夫里·吉特利斯、史蒂芬·寇瓦謝維契、拉爾夫·戈托尼、尼克拉斯·施密特、阿諾德·斯泰恩哈特、瓦倫丁．爾本和埃伯哈德·費爾茨等皆享有大師等級榮譽。 ......他們在一些最負盛名的歐洲國際音樂節上演出。 2008年3月，他們與指揮家巴里．華茲華斯一起演奏了貝多芬的三重協奏曲。同年9月，他們在倫敦國王廣場音樂廳舉行的首場音樂節上演出。
之後，豪瑟繼續進行獨奏的工作，包括英國作曲家克里斯托弗·鮑爾專門為他寫的第一部大提琴協奏曲的錄音。“克里斯托弗·鮑爾：大提琴音樂”專輯是在2010年的首次現場表演中錄製而成，其中鋼琴演奏的部份為前格林威治三重奏成員三隅洋子。
2011年1月，豪瑟與朋友兼大提琴家盧卡·蘇利克一起用大提琴演奏了麥可·傑克森“Smooth Criminal” 。 在短短幾天內，這個音樂視頻成了YouTube網路爆紅影片。
在以提琴雙傑2Cellos的名義下，豪瑟和蘇利克於2011年7月發行了在索尼音樂娛樂錄製的一張專輯。
2012年1月，他們在福斯熱播的電視劇“歡樂合唱團”中擔任特別音樂嘉賓，他們在向麥可·傑克森致敬的表演中用大提琴演奏了“Smooth Criminal”。 這是第一次樂器二人組在秀場現場客座演出。提琴雙傑2Cellos安排知名藝人葛蘭·高斯汀和娜婭·里維拉一起合作表演這首曲子，在《公告牌》熱門百大數位音樂榜單上擠進排名第10名，並將2Cellos的專輯推上了排行榜前100名。
豪瑟於2022年推出首張個人專輯《HAUSER - CLASSIC》，並展開個人世界巡演「Rebel with a Cello」。